# Science et Vie junior
Science & Vie junior est un magazine mensuel de vulgarisation scientifique français destiné à la jeunesse Son site internet précise qu'il s'adresse aux 11-17 ans. Comme son aîné Science et Vie, il est publié par Reworld Media. Créé entre mai et décembre 1988 sous la direction de Sven Ortoli, le premier numéro paraît le 20 janvier 1989.
Le magazine a changé plusieurs fois de formule, la dernière remontant à juin 2023, date à laquelle le magazine a aussi changé de logo. Un numéro hors-série est publié tous les deux mois, centré sur un thème qui est une notion scientifique ou culturelle.

## Contenu
Le magazine compte une centaine de pages. Il contient des articles allant de la brève au dossier de plusieurs dizaines de pages.

### Le concoursInnovez
Innovez est un concours destiné aux lecteurs de moins de 18 ans. Tous les mois, un jury composé d'un membre de la rédaction et d'un ingénieur de l'Institut national de la propriété industrielle (INPI) sélectionne la meilleure invention parmi celles envoyées par les lecteurs. Elle est publiée et expliquée dans cette rubrique. Le gagnant reçoit 1 000 €. Une fois par an, tous les inventeurs se rejoignent dans un lieu où le jury désigne les 3 meilleures inventions de l'année, chacune récompensée de 2 000 € pour le premier, 1 500 € pour le deuxième et 500 € pour le troisième. Ce concours existe depuis le numéro 9.

### Les bandes-dessinées
Science & Vie Junior présente 5 bandes-dessinées :
- Cucaracha, des histoires sur des petites blattes, qui font toutes sortes d'expériences ;
- Little Big World : une bd expliquant l’écologie avec humour (anciennement Trous de mémoire, des histoires sur les personnes qui ont fait des choses importantes mais que nous ne connaissons presque pas) ;
- Fallait pas chercher : présentation d'expériences qui font rire puis réfléchir (anciennement Silicium Vallée, une bande-dessinée futuriste avec des robots) ;
- Les nouvelles du futur, qui parle de choses qui peuvent se passer dans le futur avec une double-page d’explication après la bd.
- Zéropédia : chaque mois sur une question comme : Qu'est ce qu'un Rat-Taupe nu ?

## Publications
- 2015 : Les Dinosaures !, Science & Vie Junior - GM Éditions

## Mon Science & Vie Junior
Lancée le 31 mars 2016 par l'association de Mondadori France et AB Groupe, Mon Science & Vie Junior est une chaîne de télévision spécialisée dans la vulgarisation scientifique, à destination de la jeunesse. Elle collabore notamment avec le présentateur Frédéric Courant et le vidéaste Dr Nozman.

## Diffusion
Selon les statistiques de l'OJD,, la diffusion payée de Science & Vie Junior atteint, en moyennes annuelles :
| Diffusion payée   | 2005    | 2006    | 2007    | 2008    | 2009    | 2010    | 2011    | 2012    | 2013    | 2014    |
| ----------------- | ------- | ------- | ------- | ------- | ------- | ------- | ------- | ------- | ------- | ------- |
| France            | 151 600 | 147 065 | 146 826 | 151 417 | 157 327 | 164 131 | 168 503 | 166 396 | 165 796 | 165 955 |
| France + étranger | 166 405 | 162 331 | 162 376 | 166 921 | 174 149 | 180 599 | 188 578 | 186 195 | 184 067 | 180 677 |
| Diffusion payée   | 2015    | 2016    | 2017    | 2018    | 2019    | 2020    | 2021    | 2022    | 2023    | 2024    |
| France            | 167 626 | 159 820 | 147 882 | 135 846 | 121 782 | 116 951 | 110 492 | 93 543  | 82 504  | 80 607  |
| France + étranger | 181 758 | 173 133 | 159 729 | 146 479 | 131 455 | 125 970 | 118 878 | 95 888  | 84 393  | 83 623  |